# جبهة التغيير والوفاق في تشاد

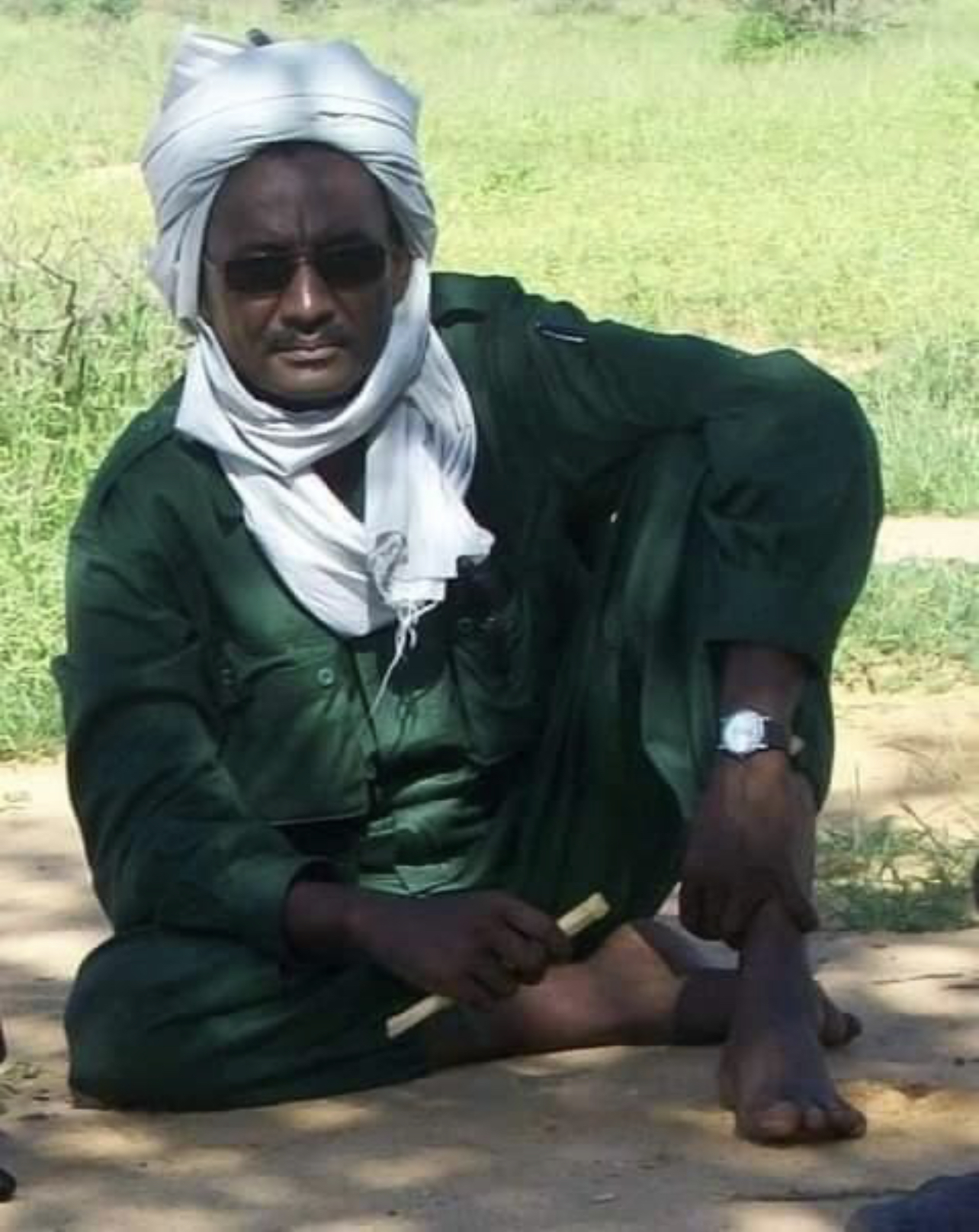
صور للقائد محمد مهدي علي

جبهة التغيير والوفاق في تشاد (بالفرنسية: Front pour l’Alternance et la Concorde au Tchad) هي منظمة سياسية عسكرية أنشأها محمد مهدي علي في مارس 2016 في تانوا، شمال تشاد.، وهي مجموعة منشقة عن اتحاد القوى من أجل الديمقراطية والتنمية. أعلنت عن استعدادها بالقيام بعمليات العسكرية ضد الرئيس التشادي إدريس ديبي. كانت الجماعة مسؤولة عن مقتل ديبي في أبريل 2021، عندما قُتل أثناء قيادته لقوات على خط المواجهة تقاتل المسلحين.

## الأعمال العسكرية

### الحرب الأهلية الليبية الثانية
في يونيو 2016، انشق مجلس القيادة العسكرية لإنقاذ الجمهورية عن جبهة التغيير والوفاق في تشاد، وفي ديسمبر 2016 قصفت قوات الجيش الوطني الليبي قوات الجبهة مرتين في منطقة الجفرة، مما أسفر عن مقتل شخص. بعد بضعة أشهر في يونيو 2017 قامت مجموعة ميليشيا متحالفة مع جبهة التغيير والوفاق القوة الثالثة بتسليم منطقة الجفرة إلى الجيش الوطني الليبي. سُمح لـ جبهة التغيير والوفاق بالبقاء هناك بموجب اتفاق ضمني عدم الاعتداء عل الجيش الوطني الليبي. حاول الجيش الوطني الليبي الحصول على ولاء جبهة التغيير والوفاق للانضمام إلى قواته، لكن جبهة التغيير والوفاق أرادت أن تظل محايدة، وبقائهم على الحياد يضر بقدرتهم على تأمين الطرق ضد قطاع الطرق والإرهابيين.
من أواخر عام 2017 إلى أكتوبر 2018 شهدت قوات جبهة التغيير والوفاق اشتباكات مع تنظيم الدولة الإسلامية. وأسفرت هذه الاشتباكات عن مقتل 3 تشاديين وجهاديين إثنين على الأقل. في وقت ما وقعت جبهة التغيير والوفاق على اتفاق عدم اعتداء مع الجيش الوطني الليبي.

### هجوم شمال تشاد
في عام 2016 انشق مجلس القيادة العسكرية لإنقاذ الجمهورية عن جبهة التغيير والوفاق. في 11 أبريل 2021 خلال انتخابات الرئاسة التشادية 2021، هاجمت الجبهة التشادية القوات الحكومية التشادية في شمال تشاد، وبدورها تعرضت للهجوم من قبل القوات الحكومية.
في 17 أبريل 2021 قالت الحكومة البريطانية إن قافلتين مسلحتين من جبهة مكافحة الإرهاب كانتا تتقدمان باتجاه العاصمة نجامينا. زعم الجيش التشادي أنه دمر إحدى هاتين القافلتين في مقاطعة كانم بينما شوهدت أخرى تقترب من بلدة ماو. في 20 أبريل 2021 أصيب الرئيس إدريس ديبي بجروح قاتلة على الخطوط الأمامية للصراع بعد أسبوع واحد فقط من إعادة انتخابه رئيسًا لولاية سادسة. أُعلن عن الجنرال محمد ديبي إيتنو نجل الرئيس المتوفى رئيسًا مؤقتًا ورئيسًا للمجلس العسكري الانتقالي.

### معارك غرب تشاد
تدور  معارك في غرب تشاد بين القوات الحكومية وجبهة التناوب والوفاق في تشاد (فاكت)، أكّد في أعقابها الجيش أنّه دمّر رتلاً للمتمرّدين في حين خسرت قواته مروحية بعدما تحطّمت بسبب «عطل فنّي».
ومنذ منتصف أبريل تدور معارك بين الجيش وجبهة «فاكت» في كانيم، المنطقة الصحراوية الواقعة على امتداد الحدود مع النيجر وفي منتصف الطريق بين بحيرة تشاد وتيبستي (شمال).
وكان متمرّدو «جبهة التناوب والوفاق في تشاد» (فاكت) أكّدوا في وقت سابق الخميس أنّهم «دمّروا» المروحية فيما لم يوضح الجيش الخسائر البشرية التي تكبّدها من جرّاء هذا الحادث